# 1-es metró (Peking)

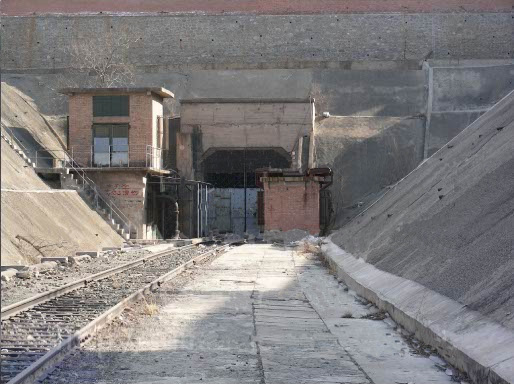
Gaojing állomás

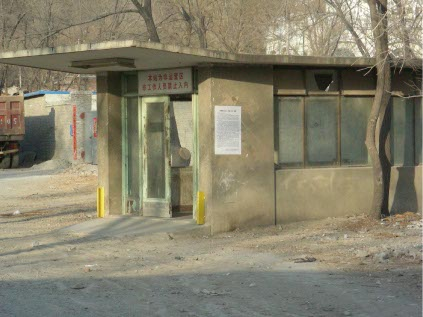
A megszűnt Fushouling állomás

A pekingi 1-es metró (egyszerűsített kínai: 北京地铁1号线; pinjin: běijīng dìtiě yīhào xiàn) Peking legforgalmasabb és legrégebbi metróvonala. A várost kelet-nyugat irányban szeli át, miközben a belváros szívében érinti a Tiananmen teret. A jegy ára ezen a vonalon (korlátlan átszállással): 2 kínai jüan. Az 1-es vonal színe      vörös.

## A megszűnt vonalrész
Az 1-es metrónak 2007-ig a város nyugati oldalán a Pingguoyuan után három további állomása volt: a 102-es számú Fushouling, és a 101-es számú Gaojing végállomás és Heishitou. A Heishitou egy szárnyvonal része volt, melyet nem vették számba az állomások számozásánál.

## Üzemidő
| 1-es vonal indulásai      | Első  | Utolsó |
| ------------------------- | ----- | ------ |
| Kelet (Sihui East) felé   | 05:10 | 22:55  |
| Nyugat (Pingguoyuan) felé | 05:05 | 23:15  |

## Állomáslista
| 1 (Pingguoyuan – Sihui East) |                     |                 |               |                                               |  |  |  |
| Állomás (angol név)          | Állomás (kínai név) | Menetidő (perc) | Távolság (km) | Átszállás                                     |  |  |  |
|                              |                     |                 |               |                                               |  |  |  |
| Pingguoyuan                  | 苹果园              | 0               | 0             | S1-es (Mentougou) vonal 6-os vonal (2018-tól) |  |  |  |
| Gucheng                      | 古城                | 4               | 2.5           |                                               |  |  |  |
| Bajiao Amusement Park        | 八角游乐园          | 7               | 4.4           |                                               |  |  |  |
| Babaoshan                    | 八宝山              | 10              | 6.4           |                                               |  |  |  |
| Yuquanlu                     | 玉泉路              | 12              | 7.8           |                                               |  |  |  |
| Wukesong                     | 五棵松              | 15              | 9.6           |                                               |  |  |  |
| Wanshoulu                    | 万寿路              | 18              | 11.4          |                                               |  |  |  |
| Gongzhufen                   | 公主坟              | 20              | 12.7          | 10-es vonal                                   |  |  |  |
| Military Museum              | 军事博物馆          | 22              | 13.9          | 9-es vonal                                    |  |  |  |
| Muxidi                       | 木樨地              | 23              | 15.1          | 16-os vonal (2019-től)                        |  |  |  |
| Nanlishilu                   | 南礼士路            | 25              | 16.4          |                                               |  |  |  |
| Fuxingmen                    | 复兴门              | 26              | 16.7          | 2-es vonal                                    |  |  |  |
| Xidan                        | 西单                | 28              | 18.4          | 4-es vonal                                    |  |  |  |
| Tian'anmen West              | 天安门西            | 30              | 19.7          |                                               |  |  |  |
| Tian'anmen East              | 天安门东            | 32              | 20.6          |                                               |  |  |  |
| Wangfuijing                  | 王府井              | 33              | 21.4          | 8-as vonal (2019-től)                         |  |  |  |
| Dongdan                      | 东单                | 34              | 22.0          | 5-ös vonal                                    |  |  |  |
| Jianguomen                   | 建国门              | 36              | 23.5          | 2-es vonal                                    |  |  |  |
| Yong'anli                    | 永安里              | 38              | 24.7          | 17-es vonal (2019-től)                        |  |  |  |
| Guomao                       | 国贸                | 40              | 25.6          | 10-es vonal                                   |  |  |  |
| Dawanglu                     | 大望路              | 42              | 27.0          | 14-es vonal                                   |  |  |  |
| Sihui                        | 四惠                | 44              | 28.6          | Batong vonal                                  |  |  |  |
| Sihui East                   | 四惠东              | 48              | 30.3          | Batong vonal                                  |  |  |  |
|                              |                     |                 |               |                                               |  |  |  |

## Fordítás
- Ez a szócikk részben vagy egészben  a   Line 1, Beijing Subway című angol Wikipédia-szócikk fordításán alapul.  Az eredeti cikk szerkesztőit annak laptörténete sorolja fel. Ez a jelzés csupán a megfogalmazás eredetét és a szerzői jogokat jelzi, nem szolgál a cikkben szereplő információk forrásmegjelöléseként.
- Ez a szócikk részben vagy egészben  a(z)   北京地铁1号线 című kínai Wikipédia-szócikk fordításán alapul.  Az eredeti cikk szerkesztőit annak laptörténete sorolja fel. Ez a jelzés csupán a megfogalmazás eredetét és a szerzői jogokat jelzi, nem szolgál a cikkben szereplő információk forrásmegjelöléseként.

## Külső hivatkozások
- Hivatalos információs oldal (kínaiul) (angolul)